# 34ª Brigata di difesa costiera
La 34ª Brigata autonoma di difesa costiera (in ucraino 34-та окрема бригада берегової оборони?, 34-ta okrema bryhada berehovoї oborony, unità militare А7053) è un'unità di fanteria del Corpo della fanteria di marina ucraina con base a Cherson.

## Storia
La brigata è stata costituita il 30 giugno 2018 come 124ª Brigata autonoma di difesa territoriale (in ucraino 124-та окрема бригада територіальної оборони?, 124-ta okrema bryhada terytorial'noї oborony). Ha svolto le prime esercitazioni dal 3 al 12 settembre, coinvolgendo oltre 3500 fra riservisti e militari della Guardia nazionale.
L'unità è stata mobilitata in seguito all'invasione russa dell'Ucraina del 2022, contribuendo alla difesa della città prima della sua caduta in mano nemica. Dopo il successo della controffensiva nell'Ucraina meridionale e alla conseguente liberazione di Cherson e dell'intera sponda occidentale del Dnepr, la brigata è rimasta a difesa della città in seguito al trasferimento in Donbass di tutte le unità dell'esercito regolare precedentemente schierate nella regione. Il 3 dicembre 2022 la brigata ha ricevuto la bandiera di guerra da parte del comandante in capo delle Forze di difesa territoriale Ihor Tancjura. Il 23 agosto 2023 è stata insignita da parte del presidente ucraino Volodymyr Zelens'kyj del titolo onorifico "Per il Valore e il Coraggio".
Nell'estate del 2024 è stata trasferita al Corpo della fanteria di marina ucraina, facendo seguito alla 126ª Brigata di difesa territoriale. Il 1º febbraio 2025 è stata riorganizzata nella 34ª Brigata di difesa costiera, la seconda unità di questo tipo dopo la 40ª Brigata di difesa costiera costituita nel dicembre 2024.

## Struttura
- Comando di brigata[9]
- 192º Battaglione di difesa territoriale (Cherson, unità militare А7358)[10]
- 193º Battaglione di difesa territoriale (Beryslav, unità militare А7359)[11]
- 194º Battaglione di difesa territoriale (Bilozerka, unità militare А7360)[12]
- 195º Battaglione di difesa territoriale (Skadovs'k, unità militare А7361)[13]
- 196º Battaglione di difesa territoriale (Nova Kachovka, unità militare А7362)[14]
- 197º Battaglione di difesa territoriale (Heničes'k, unità militare А7363)[15]
- Unità di supporto

## Comandanti
- Tenente colonnello Dmytro Iščenko (giugno 2018 - febbraio 2025)[16]
- Colonnello Oleksandr Mostovyj (febbraio 2025 - luglio 2025)[17]
- Tenente colonnello Dmytro Pulinec' (luglio 2025 - in carica)[18]